# Ekboles Potamon Ezousas, Xerou, Kai Diarizou
Ekboles Potamon Ezousas, Xerou, Kai Diarizou este o arie protejată (arie de protecție specială avifaunistică — SPA) din Cipru întinsă pe o suprafață de 827,1 ha, integral pe uscat.

## Localizare
Centrul sitului Ekboles Potamon Ezousas, Xerou, Kai Diarizou este situat la coordonatele 34°43′58″N 32°28′38″E / 34.7328°N 32.4772°E.

## Înființare
Situl Ekboles Potamon Ezousas, Xerou, Kai Diarizou a fost declarat arie de protecție specială avifaunistică în octombrie 2007 pentru a proteja 85 de specii de animale.

## Biodiversitate
Situată în ecoregiunea mediteraneană, aria protejată nu include niciun habitat protejat.
La baza desemnării sitului se află mai multe specii protejate de  păsări (85): uliu păsărar (Accipiter nisus), privighetoare-de-baltă (Acrocephalus melanopogon), ciocârlie-de-câmp (Alauda arvensis), pescăruș albastru (Alcedo atthis), fâsă-de-câmp (Anthus campestris), fâsă roșiatică (Anthus cervinus), fâsă de luncă (Anthus pratensis), fâsă de pădure (Anthus spinoletta), Aquila fasciata, stârc cenușiu (Ardea cinerea), stârc roșu (Ardea purpurea), stârc galben (Ardeola ralloides), ciuf de câmp (Asio flammeus), pasărea ogorului (Burhinus oedicnemus), șorecar mare (Buteo rufinus), ciocârlie-cu-degete-scurte (Calandrella brachydactyla), fugaci mic (Calidris minuta), bătăuș (Calidris pugnax), caprimulg (Caprimulgus europaeus), prundăraș de sărătură (Charadrius alexandrinus),  prundaș gulerat mic (Charadrius dubius), chirichița cu obraz alb (Chlidonias hybrida), chirighiță neagră (Chlidonias niger), barză albă (Ciconia ciconia), șerpar (Circaetus gallicus), erete de stuf (Circus aeruginosus), erete vânăt (Circus cyaneus), erete alb (Circus macrourus), erete cenușiu (Circus pygargus), Clamator glandarius, dumbrăveancă (Coracias garrulus), gușă vânătă (Cyanecula svecica), egretă mică (Egretta garzetta), Emberiza caesia, presură sură (Emberiza calandra), presură de grădină (Emberiza hortulana), șoim de iarnă (Falco columbarius), Falco eleonorae, Falco naumanni, șoim călător (Falco peregrinus), vânturel de seară (Falco vespertinus), muscar-gulerat (Ficedula albicollis), muscar negru (Ficedula hypoleuca), Ficedula semitorquata, pescăriță râzătoare (Gelochelidon nilotica), cocor (Grus grus), acvilă pitică (Hieraaetus pennatus), frunzăriță galbenă (Hippolais icterina), sfrâncioc roșiatic (Lanius collurio), sfrânciocul cu frunte neagră (Lanius minor), Lanius nubicus, pescăruș negricios (Larus fuscus), Larus genei, ciocârlie de pădure (Lullula arborea), ciocârlie de bărăgan (Melanocorypha calandra), prigoare (Merops apiaster), gaia neagră (Milvus migrans), codobatură galbenă (Motacilla alba), codobatura galbenă (Motacilla flava), muscar sur (Muscicapa striata), stârc de noapte (Nycticorax nycticorax), Oenanthe cypriaca, pietrar mediteranean (Oenanthe hispanica), Oenanthe isabellina, pietrar sur (Oenanthe oenanthe), vultur pescar (Pandion haliaetus), viespar (Pernis apivorus), Phalacrocorax aristotelis desmarestii, pitulice de munte (Phylloscopus collybita), pitulice-fluierătoare (Phylloscopus trochilus), țigănuș (Plegadis falcinellus), ploier auriu (Pluvialis apricaria), Pterocles orientalis, mărăcinar (Saxicola rubetra), mărăcinar negru (Saxicola torquatus), rață cârâitoare (Spatula querquedula), turturică (Streptopelia turtur), Sylvia melanothorax, Sylvia ruppeli, fluierar de mlaștină (Tringa glareola), fluierarul de zăvoi (Tringa ochropus), pupăză (Upupa epops), nagâț sudic (Vanellus spinosus), nagâț (Vanellus vanellus), Zapornia pusilla.